# Athabasca (boek)
Athabasca (oorspronkelijke Engelse titel: Athabasca) is een boek geschreven door Alistair MacLean uit 1980.

## Verhaal
In de Teerzandvelden wordt er naar olie geboord. Hier werken moordende gangsterbendes, milieubeschermers en spionnen elkaar tegen waardoor er geen olie geboord wordt.